# بوعلی قلندر

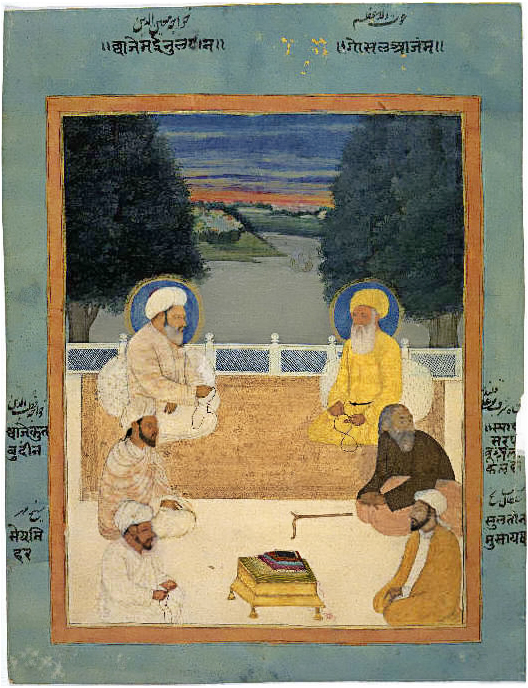
تابلوی شش استاد صوفی؛ «خواجه معین‌الدین»، «غوث الاعظم»، «خواجه قطب‌الدین»، «شیخ مهر»، «شاه شرف بوعلی قلندر» و «سلطان موسی شیخ»، نقاشی‌شده با آبرنگ مات و طلا - ۱۷۶۰ میلادی

شرف‌الدین پانی پتی معروف به بوعلی قلندر و قطب ابدال (مرگ ۷۲۳ یا ۷۲۴ قمری) عارف و شاعر سده‌های هفتم و هشتم هجری قمری اهل هندوستان بود. او به نظم و نثر فارسی استاد بود و نخستین شاعر در هند است که در اشعارش محمد را ستوده. تخلص‌های شعری او شرف، قلندر و بوعلی بود.

## تبار
پدر او سالار فخرالدین از اهالی کرمان بوده که تبارش به ابوحنیفه نعمان بن ثابت کوفی می‌رسید و مادرش بی‌بی‌حافظ‌جمال از نوادگان شاه نعمت‌الله ولی بود. به دلیل استقرار این خانواده در شهر پانی پت بوعلی را پانی پتی می‌خواندند.

## زندگی
بوعلی سال‌های نخست زندگی‌اش را در پانی پت و کرنال گذراند و سپس به دهلی رفته و در امور دینی به آموزش پرداخت. سپس راه قلندری پیش گرفت و به سیر و سفر پرداخت و با عارفان گوناگون دیدار نمود. گویا در قونیه موفق به دیدار و شاگردی از شمس تبریزی و مولوی هم شده‌است. در پایان او به پانی پت برگشت و تبلیغ اسلام پرداخت. مرگ او در کرنال رخ‌داد و در همان‌جا به خاک سپرده‌شد، ولی در آینده پیکر او را به پانی پت منتقل نموده و در آنجا به خاک سپردند.

## اثرها
از او دیوان اشعار، قصاید، غزلیات و رباعیاتی به جای مانده‌است. سبک شعری و وزن مثنوی‌های او به آنِ مولوی همانند است. او چند دوبیتی نیز به زبان هندی سروده‌است. از او مکتوباتی در شرح تصوف نیز برجای مانده‌است.